# Jorge Cruickshank García
Jorge Cruickshank García (29 de julio de 1915 -16 de enero del 1989) fue un político mexicano, líder de 1968 a 1989 del Partido Popular Socialista, además fue senador de la República de 1976 a 1982.

## Trayectoria
Jorge Cruickshank se integró desde muy joven a los movimientos de izquierda mexicanos, y fue miembro fundador del entonces llamado Partido Popular en 1948 y que posteriormente se transformaría en el Partido Popular Socialista llegando a ser muy cercano al líder Vicente Lombardo Toledano. En 1968, a la muerte de Lombardo fue elegido secretario general del partido, cargo en el que fue ratificado sucesivamente hasta su muerte en 1989.
Jorge Cruickshank fue elegido diputado federal a la XLVI Legislatura de 1964 a 1967 y a la XLVIII Legislatura de 1970 a 1973 y luego senador, en 1976, el primero de un partido diferente al PRI, pero no de oposición, pues llegó al cargo mediante una alianza electoral entre el PRI y el PPS que le otorgó el segundo lugar en la fórmula senatorial por Oaxaca. Su postulación como candidato a senador resultó muy controvertida, pues es sabido que fue producto de una negociación entre él y el entonces presidente del PRI, Porfirio Muñoz Ledo, en 1975, mediante la cual el PPS aceptó reconocer una inexistente victoria del candidato del PRI a gobernador de Nayarit, Rogelio Flores Curiel, sobre su propio candidato a la gubernatura, Alejandro Gascón Mercado, quién según todas las probabilidades había obtenido el triunfo. Esto confirmó las versiones que siempre señalaron al PPS como un partido paraestatal, o satélite del PRI y aliado del gobierno. Fue nuevamente diputado federal a la LIV Legislatura de 1988 a 1991.[cita requerida]